# スザンヌ・プレシェット
スザンヌ・プレシェット（Suzanne Pleshette, 1937年1月31日 - 2008年1月19日）は、アメリカ合衆国ニューヨーク市ブルックリン区出身の女優である。

## 経歴

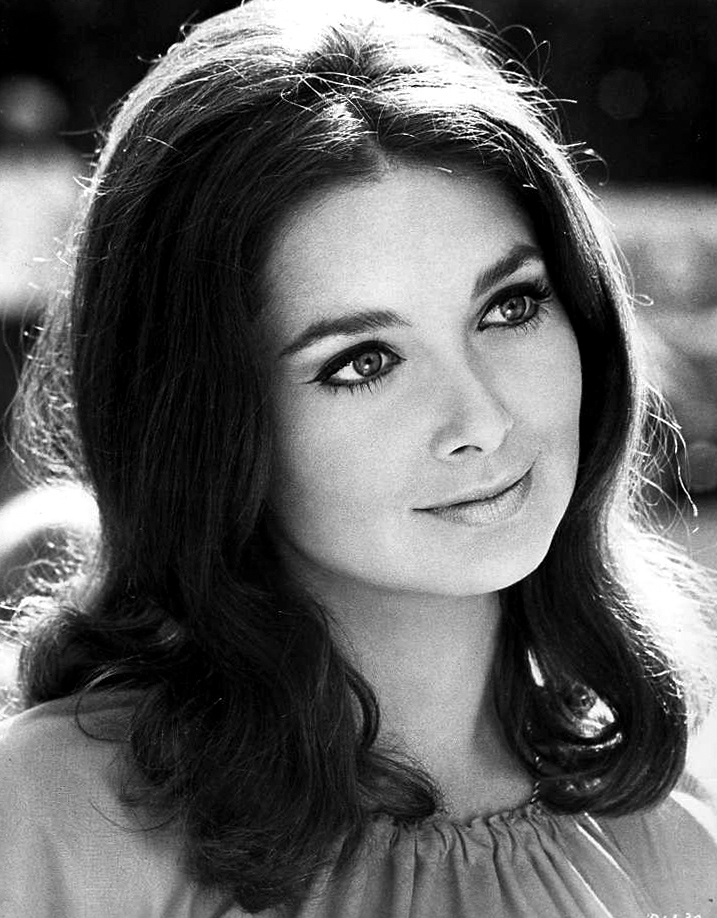
1969年

1937年ユダヤ系の両親のもとニューヨーク市ブルックリンに誕生した。父親はブルックリンのパラマウント・シアターの舞台主任であり、母親はジェラルディン・リバーという芸名のダンサーであった。シラキュース大学で短期間学んだ後、フィンチ・カレッジでも学んだ。
1950年代後半に舞台女優としてデビューし、1958年のヘレン・ケラーの人生を扱った『奇跡の人』でアン・サリバンを演じて注目を集める。当時の評論家は「彼女の漆黒の髪と灰がかった青色の美しい眼は冷笑的な気品を持ち、低い声質は情熱的な響きを持っている」と絶賛した。
映画界にデビュー当時、エリザベス・テイラーを彷彿とさせる美貌に恵まれ、舞台女優としても成功していたために将来を嘱望されたが、現実にはそれほど振るわずに終わった。 映画界にデビューした後、1962年に『恋愛専科』でトロイ・ドナヒューと共演。1964年には結婚し、当時話題をさらったが数か月後に離婚する。
1963年にヒッチコック監督の『鳥』で死亡する設定の女教師役を演じ、後にはテレビ映画やテレビドラマリーズにも進出。
1960年代後半からは主役級の仕事からは遠ざかり、脇役や端役を演じることが増えるが、それでも死の直前まで映画界において性格俳優・助演俳優として出演を続けた。2000年には日本映画『千と千尋の神隠し』の英語版で湯婆婆/銭婆役の声優を務めた。
2006年8月、肺がんを患い化学療法を行っていることが発表された。2008年1月19日死去。

## 主な出演作品

### 映画
| 公開年 | 邦題 原題                                                            | 役名                             | 備考                             |
| ------ | -------------------------------------------------------------------- | -------------------------------- | -------------------------------- |
| 1958   | 底抜け慰問屋行ったり来たり The Geisha Boy                            | ピアソン                         |                                  |
| 1962   | 恋愛専科 Rome Adventure                                              | プルーデンス・ベル               |                                  |
| 1962   | 40ポンドのトラブル 40 Pounds of Trouble                              | クリス・ロックウッド             |                                  |
| 1963   | 鳥 The Birds                                                         | アニー・ヘイワース               |                                  |
| 1964   | 遠い喇叭 A Distant Trumpet                                           | キティ・メインワーニング         |                                  |
| 1964   | 不時着 Fate Is the Hunter                                            | マーサ・ウェブスター             |                                  |
| 1964   | 若き日の恋 Youngblood Hawke                                          | ジャンヌ・グリーン               |                                  |
| 1965   | 生きる情熱 A Rage to Live                                            | グレイス・コールドウェル・テイト |                                  |
| 1966   | 猛犬ご注意 The Ugly Dachshund                                        | フラン・ギャリソン               |                                  |
| 1966   | ネバダ・スミス Nevada Smith                                          | ピラー                           |                                  |
| 1967   | 炎の翼 Wings of Fire                                                 | キティ・サンボーン               | テレビ映画                       |
| 1967   | 黄金作戦 追いつ追われつ The Adventures of Bullwhip Griffin           | アラベラ・フラッグ               |                                  |
| 1968   | 黒ひげ大旋風 Blackbeard's Ghost                                      | ジョー・アン・ベイカー           |                                  |
| 1969   | 火曜日ならベルギーよ If It's Tuesday, This Must Be Belgium           | サマンサ・パーキンス             |                                  |
| 1969   | ターゲット・ハリー Target: Harry                                     | ダイアン・リード                 |                                  |
| 1970   | 疑惑のメロディ Along Came a Spider                                   | アン／ジャネット                 | テレビ映画                       |
| 1970   | バート・レイノルズの 復讐 Hunters Are for Killing                    | バーバラ                         | テレビ映画                       |
| 1970   | 戦争ゲーム Suppose They Gave a War and Nobody Came?                  | ロマーナ                         |                                  |
| 1971   | 地平線から来た男 Support Your Local Gunfighter                       | ペイシャンス                     |                                  |
| 1971   | 暗闇の中の殺意 In Broad Daylight                                     | ケイト・トッド                   | テレビ映画                       |
| 1971   | 刑事コロンボ Columbo                                                 | ヘレン・スチュワート             | 『ホリスター将軍のコレクション』 |
| 1975   | バレンチノの伝説 The Legend of Valentino                             | ジューン・マティス               | テレビ映画                       |
| 1976   | 新・ぼくはむく犬 The Shaggy D.A.                                     | ベティ・ダニエルズ               |                                  |
| 1979   | ホットスタッフ Hot Stuff                                             | ルイーズ・ウェブスター           |                                  |
| 1979   | チャンピオンへの道 Flesh & Blood                                     | ケイト・ファロン                 | テレビ映画                       |
| 1980   | オー!ゴッド2/子供はこわい Oh, God! Book II                           | ポーラ・リチャーズ               |                                  |
| 1981   | スターメーカー The Star Maker                                        | マーゴット・マーレイ             | テレビ映画                       |
| 1982   | 結婚専科 Help Wanted: Male                                           | ローラ・ビンガム                 |                                  |
| 1982   | デキシー・シスターズ Dixie: Changing Habits                          | デキシー・キャボット             | テレビ映画                       |
| 1985   | 新・刑事コジャック/ベラリス・ファイル Kojak: The Belarus File        | ダナ・サットン                   | テレビ映画                       |
| 1987   | 危険な訪問者 A Stranger Waits                                        | ケイト・ベニントン               | テレビ映画                       |
| 1998   | ライオン・キング2 シンバズ・プライド The Lion King II: Simba's Pride | ジラ                             | アニメ、声の出演                 |

### テレビシリーズ
| 放映年    | 邦題 原題                                                        | 役名   | 備考        |
| --------- | ---------------------------------------------------------------- | ------ | ----------- |
| 2002-2004 | ウィル&グレイス Will & Grace                                     | ロイス | 3エピソード |
| 2003      | パパにはヒ・ミ・ツ 8 Simple Rules for Dating My Teenage Daughter | ローラ | 3エピソード |

## 参照
1. ↑  Belanger, Camyl Sosa (2005). Eva Gabor an Amazing Woman: Unscrupulous. iUniverse. pp. 120. ISBN0595341608
2. ↑  Katz, Ephraim (1994). The Film Encyclopedia. HarperCollins Publishers. pp. 1085. ISBN
3. ↑  “Suzanne Pleshette - Family and Companions”.   Yahoo.com. 2008年3月4日閲覧。
4. ↑  “Suzanne Pleshette, Actress, Dies at 70”.   The New York Times (2008年1月21日). 2008年3月4日閲覧。
5. ↑  “アメリカの湯婆婆、スザンヌ・プレシェットが肺ガンで治療中”.  シネマトゥデイ (2006年8月16日). 2024年6月26日閲覧。
6. ↑  “Suzanne Pleshette”.   The Guardian (2008年1月21日). 2024年6月26日閲覧。